# Суюнов, Хурам
Хурам Суюнов (тадж. Хурам Суюнов; 9 января 1928 года, Регар, Таджикская ССР) — хлопковод, звеньевой колхоза имени «9 января» Пахтаабадского района, Сталинабадская область, Таджикская ССР. Герой Социалистического Труда (1948).

## Биография
Родился в 1928 году в крестьянской семье в селе Регар. С 1941 года трудился рядовым колхозником в колхозе имени «9 января» Пахтаабадского района. С 1945 по 1951 года — звеньевой хлопководческого звена в этом же колхозе.
В 1947 году звено под его руководством собрало высокий урожай хлопка-сырца. Указом Президиума Верховного Совета СССР от 1 марта 1948 года удостоен звания Героя Социалистического Труда за «получение высокого урожая хлопка при выполнении колхозом обязательных поставок и натуроплаты за работу МТС в 1947 году и обеспеченности семенами зерновых культур для весеннего сева 1948 года» с вручением ордена Ленина и золотой медали «Серп и Молот».
С 1951 года — член ВКП(б). С 1951 по 1957 года обучался в сельскохозяйственном институте, после которого трудился агрономом, с 1964 года — старшим агрономом в колхозе «Коммунизм» Регарского района.
Дальнейшая судьба неизвестна.
Награды
- Герой Социалистического Труда
- Орден Ленина
- Почётная Грамота Президиума Верховного Совета Таджикской ССР.